# Abdulah Šarčević
Abdulah Šarčević (* 27. Mai 1929 in Stari Majdan, Gemeinde Sanski Most, Jugoslawien; † 15. November 2021 in Sarajevo, Bosnien und Herzegowina) war ein jugoslawischer bzw. bosnischer Philosoph. Er lehrte als Professor für Philosophie an der Universität Sarajevo.

## Leben
Abdulah Šarčević studierte in den Jahren 1948–1952 an der Universität Zagreb Philosophie. Ab 1954 lehrte er als Dozent an der Universität Skopje, ab 1959 an der Universität Sarajevo. 1967 promovierte er dort mit einer Dissertation über Karl Jaspers und wurde Professor für Philosophie. Er gehörte dem Redaktionsrat der Zeitschrift Praxis an.
Er wurde 1981 korrespondierendes Mitglied und 1990 Vollmitglied der Akademie der Wissenschaften und Künste Bosnien-Herzegowinas.

## Werke
- Theodor W. Adorno (1903–1969). Die Unwahrheit der modernen Gesellschaft zwischen Revolution und Kritik, in: Praxis (International Edition), Jg. 1970, S. 184–214
- Sfinga Zapada. „Na putevima izricanja neizrecivog“, 1972 (= Die Sphinx des Westens. „Auf Wegen, das Unnennbare auszusprechen“), erweiterte Neuausgabe 2000 (ISBN 9958-511-08-8)
- Grundlinien der philosophischen Anthropologie Helmuth Plessners, Die exzentrische Position des Menschen, in: Synthesis philosophica (ISSN 0352-7875), Jahrgang 1.1986, S. 111–123
- De Homine: Mišljenje i moderni mit o čovjeku, 1986 (ISBN 86-21-00082-2) (De Homine: Das Denken und der moderne Mythos vom Menschen)
- Does anthropology discern the truth in world's crisis?, in: Survey (ISSN 0350-0144), Jg. 15.1988, S. 34–54
- Politička filozofija i multikulturalni svijet. Istina o istini. Svijet moderne i postmoderne. U sjeni nihilizma, 2003 (ISBN 9958-10-535-7)
- Djela (Werke), 5 Bände, 2007